# Placospongiidae
Placospongiidae is een familie van sponsdieren uit de klasse van de Demospongiae (gewone sponzen). 

## Geslachten
- Onotoa de Laubenfels, 1955
- Placospherastra van Soest, 2009
- Placospongia Gray, 1867